# Mincopius andamanensis
Mincopius andamanensis är en insektsart som beskrevs av William Lucas Distant 1909. Mincopius andamanensis ingår i släktet Mincopius och familjen sköldstritar. Inga underarter finns listade i Catalogue of Life.